# Đầu tư (kinh doanh)
Đầu tư là việc nhà đầu tư bỏ vốn bằng các loại tài sản hữu hình hoặc vô hình để hình thành tài sản tiến hành các hoạt động đầu tư theo quy định của Luật đầu tư và các quy định khác của pháp luật có liên quan. Đầu tư là một hình thức kinh doanh.